# Анна Завадська
Анна Завадська (пол. Anna Zawadzka; 8 лютого 1919, Варшава — 22 червня 2004, Варшава) — польська викладачка англійської мови, авторка підручників, викладачка у польській скаутській організації, сестра Тадеуша Завадського, донька професора Юзефа Завадського (герб Шименських).

## Життєпис
З 1942 по 1944 рік Анна Завадська була таємним командиром і брала участь у Варшавському повстанні.
Після Другої світової війни працювала у Варшавському університеті професором логіки та англійської мови. Після війни все ще була активною учасницею скаутського життя.
До 1993 активно реформувала скаутську організацію та була авторкою кількох монографій зі скаутингу в Польщі.

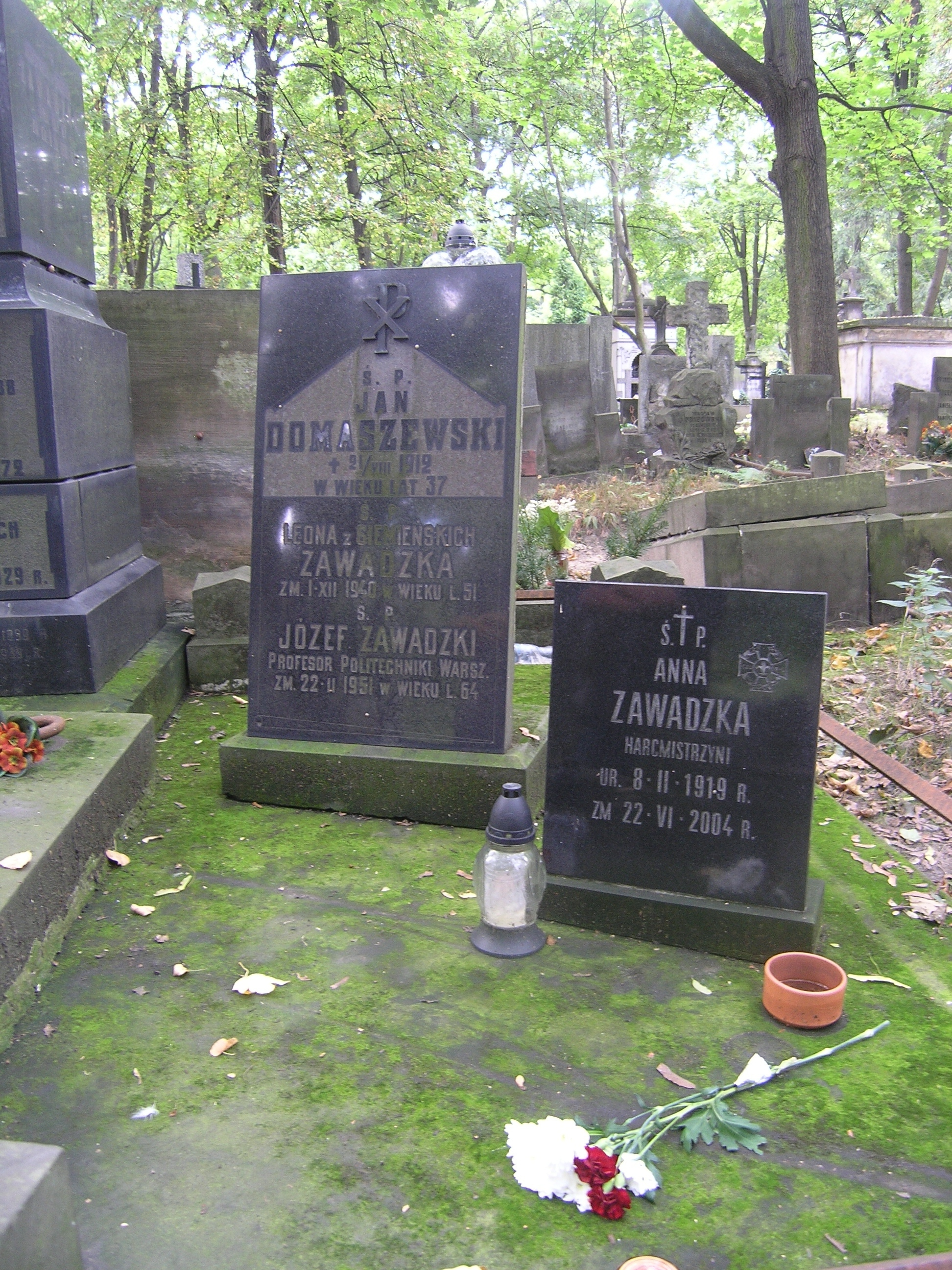
Могила Анни у Старих Повонзках

Померла 22 червня 2004 у Варшаві. Похована на цвинтарі Старі Повонзки.

## Публікації
- Dzieje harcerstwa zęńskiego w Polsce w latach 1911—1949, ISBN 8389037777, 9788389037770